# Torneo Argentino B 2002-03
El Torneo Argentino B 2002-03 fue la octava edición del certamen correspondiente a la cuarta división del fútbol argentino.

## Sistema de disputa
Los participantes fueron divididos en 7 regiones:
- Bonaerense Sur:

- Bonaerense Norte:

- Cuyo:

- Región Sur:
  - Primera fase: fueron divididos en dos zonas de 4, dos zonas de 3 y una de 2. El mejor de cada zona y los segundos de las zonas de 4 avanzaron a la segunda fase.
  - Segunda fase: consistió en cuatro zonas de 2 y una de 4. El mejor de cada zona avanzó a la tercera fase.
  - Tercera fase: consistió en una zona de 3 y una de 2. El mejor de cada zona avanzó a la cuarta fase.
  - Cuarta fase: se enfrentaron a eliminación directa a 2 partidos. El ganador clasificó a la Fase final.

- Centro:

- Región Norte:
  - Primera fase: fueron divididos en cinco zonas de 3 y una de 4. Se enfrentaron bajo el sistema de todos contra todos a 2 ruedas. Los 2 mejores de cada zona avanzaron a la segunda fase
  - Segunda fase: consistió en tres zonas de 4. Se enfrentaron bajo el sistema de todos contra todos a 2 ruedas. Los 2 mejores de cada zona avanzaron a la tercera fase.
  - Tercera fase: consistió en dos zonas de 3. Se enfrentaron bajo el sistema de todos contra todos a 2 ruedas. Los 2 mejores de cada zona avanzaron a la cuarta fase.
  - Cuarta fase: se enfrentaron a eliminación directa a 2 ruedas. El ganador clasificó a la Fase final.

## Equipos participantes
| Región                  | Club | Ciudad                        | Provincia           | Liga de Origen                                               |
| ----------------------- | --- | ----------------------------- | ------------------- | ------------------------------------------------------------ |
| Región Bonaerense Sur   | Atlético Alvarado | Mar del Plata                 | Buenos Aires        | Liga Marplatense de fútbol                                   |
| Región Bonaerense Sur   | Atlético Banfield | Mar del Plata                 | Buenos Aires        | Liga Marplatense de fútbol                                   |
| Región Bonaerense Sur   | Cadetes de San Martín                                                                                                | Mar del Plata                 | Buenos Aires        | Liga Marplatense de fútbol                                   |
| Región Bonaerense Sur   | Atlético Independiente                                                                                               | Dolores                       | Buenos Aires        | Liga Dolorense de fútbol (Buenos Aires)                      |
| Región Bonaerense Sur   | Atlético Chascomús                                                                                                   | Chascomús                     | Buenos Aires        | Liga Chascomunense de fútbol                                 |
| Región Bonaerense Sur   | Atlético San Vicente                                                                                                 | Pinamar                       | Buenos Aires        | Liga Madariaguense de fútbol                                 |
| Región Bonaerense Sur   | Ateneo C. y D. José M. Estrada                                                                                       | Ayacucho                      | Buenos Aires        | Liga Ayacuchense de fútbol                                   |
| Región Bonaerense Sur   | Deportivo Santamarina                                                                                                | Tandil                        | Buenos Aires        | Liga Tandilense de fútbol                                    |
| Región Bonaerense Sur   | Atlético y Biblioteca Ferrocarril Sud                                                                                | Tandil                        | Buenos Aires        | Liga Tandilense de fútbol                                    |
| Región Bonaerense Sur   | Dep. Ministerio de Obras Públicas                                                                                    | Quequén                       | Buenos Aires        | Liga Necochense de fútbol                                    |
| Región Bonaerense Sur   | Unión Apeadero | Saladillo                     | Buenos Aires        | Liga Deportiva de Saladillo                                  |
| Región Bonaerense Sur   | El Taladro | Las Flores                    | Buenos Aires        | Liga de fútbol de Las Flores                                 |
| Región Bonaerense Sur   | Ferrocarril Roca | Las Flores                    | Buenos Aires        | Liga de fútbol de Las Flores                                 |
| Región Bonaerense Sur   | Atlético Boca Juniors                                                                                                | Tres Arroyos                  | Buenos Aires        | Liga Regional Tresarroyense de fútbol                        |
| Región Bonaerense Sur   | Atlético Hinojo | Hinojo                        | Buenos Aires        | Liga de fútbol de Olavarría                                  |
| Región Bonaerense Sur   | Deportivo Independencia                                                                                              | Adolfo Gonzales Chaves        | Buenos Aires        | Liga Regional Tresarroyense de fútbol                        |
| Región Bonaerense Sur   | Racing Club | Olavarría                     | Buenos Aires        | Liga de fútbol de Olavarría                                  |
| Región Bonaerense Sur   | Atlético Leandro N. Alem                                                                                             | Coronel Pringles              | Buenos Aires        | Liga Pringles de fútbol                                      |
| Región Bonaerense Sur   | Atlético Puerto Comercial                                                                                            | Ingeniero White               | Buenos Aires        | Liga del Sur (Bahía Blanca)                                  |
| Región Bonaerense Sur   | Rosario Puerto Belgrano                                                                                              | Punta Alta                    | Buenos Aires        | Liga del Sur (Bahía Blanca)                                  |
| Región Bonaerense Norte | Soc. y Dep. La Emilia                                                                                                | La Emilia                     | Buenos Aires        | Liga Nicoleña de fútbol                                      |
| Región Bonaerense Norte | Atlético Paraná | San Nicolás de los Arroyos    | Buenos Aires        | Liga Nicoleña de fútbol                                      |
| Región Bonaerense Norte | Sportivo Barracas | Colón                         | Buenos Aires        | Liga Deportiva de Colón                                      |
| Región Bonaerense Norte | Atlético Argentino Soc. y Dep.                                                                                       | Mariano H. Alfonzo            | Buenos Aires        | Liga de fútbol Pergamino                                     |
| Región Bonaerense Norte | Banco Provincia | Pergamino                     | Buenos Aires        | Liga de fútbol Pergamino                                     |
| Región Bonaerense Norte | Atlético Juventud | Pergamino                     | Buenos Aires        | Liga de fútbol Pergamino                                     |
| Región Bonaerense Norte | Malvinas Argentinas                                                                                                  | Los Polvorines                | Buenos Aires        | Liga Escobarense de Fútbol                                   |
| Región Bonaerense Norte | Atlético Defensores del Chaco                                                                                        | Moreno                        | Buenos Aires        | Liga Lujanense de fútbol                                     |
| Región Bonaerense Norte | Atlético Luján | Luján                         | Buenos Aires        | Liga Lujanense de fútbol                                     |
| Región Bonaerense Norte | Deportivo San Carlos                                                                                                 | Capitán Sarmiento             | Buenos Aires        | Liga Deportiva de San Antonio de Areco                       |
| Región Bonaerense Norte | Club Mercedes | Mercedes                      | Buenos Aires        | Liga Mercedina de fútbol                                     |
| Región Bonaerense Norte | Quilmes Telefónica (enlace roto disponible en Internet Archive; véase el historial, la primera versión y la última). | Mercedes                      | Buenos Aires        | Liga Mercedina de fútbol                                     |
| Región Bonaerense Norte | Sportivo Bragado | Bragado                       | Buenos Aires        | Liga Bragadense de fútbol                                    |
| Región Bonaerense Norte | Atlético de Carlos Casares                                                                                           | Carlos Casares                | Buenos Aires        | Liga Casarense de fútbol                                     |
| Región Bonaerense Norte | Atlético El Linqueño                                                                                                 | Lincoln                       | Buenos Aires        | Liga Amateur de Deportes (Lincoln)                           |
| Región Bonaerense Norte | Club Rivadavia | Lincoln                       | Buenos Aires        | Liga Deportiva del Oeste (Junín)                             |
| Región Bonaerense Norte | Villa Belgrano | Junín                         | Buenos Aires        | Liga Deportiva del Oeste (Junín)                             |
| Región Cuyo             | Sporting Victoria | San Luis                      | San Luis            | Liga Sanluiseña de fútbol                                    |
| Región Cuyo             | Atlético Concarán | Concarán                      | San Luis            | Liga Sanluiseña de fútbol                                    |
| Región Cuyo             | Sportivo Mercedes | Villa Mercedes                | San Luis            | Liga de Fútbol de Villa Mercedes (S.L.)                      |
| Región Cuyo             | Club Huracán | San Rafael                    | Mendoza             | Liga Sanrafaelina de fútbol                                  |
| Región Cuyo             | Atlético Colón | General Alvear                | Mendoza             | Liga Alvearense de fútbol (Mendoza)                          |
| Región Cuyo             | Atlético Palmira | San Martín                    | Mendoza             | Liga Mendocina de fútbol                                     |
| Región Sur Norte        | San Lorenzo Barrio Lindo                                                                                             | Carmen de Patagones           | Buenos Aires        | Liga Rionegrina de fútbol                                    |
| Región Sur Norte        | Deportivo Sol de Mayo                                                                                                | Viedma                        | Río Negro           | Liga Rionegrina de fútbol                                    |
| Región Sur Norte        | Sportsman Club | Choele Choel                  | Río Negro           | Liga Regional de fútbol Avellaneda                           |
| Región Sur Norte        | Deportivo Independiente                                                                                              | Río Colorado                  | Río Negro           | Liga de fútbol de Río Colorado                               |
| Región Sur Norte        | Social y Deportivo Roca                                                                                              | General Roca                  | Río Negro           | Liga Deportiva Confluencia                                   |
| Región Sur Norte        | Experimental | Cinco Saltos                  | Río Negro           | Liga Deportiva Confluencia                                   |
| Región Sur Norte        | Pájaro Azul | Bariloche (BºPuertoMoreno)    | Río Negro           | Liga de fútbol de Bariloche                                  |
| Región Sur Norte        | Deportivo Estudiantes Unidos                                                                                         | Bariloche                     | Río Negro           | Liga de fútbol de Bariloche                                  |
| Región Sur Norte        | Atlético Independiente                                                                                               | Neuquén                       | Neuquén             | Liga de fútbol del Neuquén                                   |
| Región Sur Norte        | Social y Deportivo Alianza                                                                                           | Cutral Có                     | Neuquén             | Liga de fútbol del Neuquén                                   |
| Región Sur Norte        | Atlético All Boys | Santa Rosa                    | La Pampa            | Liga Cultural de fútbol                                      |
| Región Sur Norte        | Deportivo Mac Allister                                                                                               | Santa Rosa                    | La Pampa            | Liga Cultural de fútbol                                      |
| Región Sur              | Ferro Carril del Estado                                                                                              | Comodoro Rivadavia            | Chubut              | Liga de Fútbol de Comodoro Rivadavia                         |
| Región Sur              | Soc. y Atl. Alte. Guillermo Brown                                                                                    | Puerto Madryn                 | Chubut              | Liga de Fútbol Valle del Chubut                              |
| Región Sur              | Soc. y Cul. Dep. Belgrano                                                                                            | Esquel                        | Chubut              | Liga de Fútbol del Oeste del Chubut                          |
| Región Sur              | Social Deportivo Petroquímica                                                                                        | Comodoro Rivadavia            | Chubut              | Liga de Fútbol de Comodoro Rivadavia                         |
| Región Sur              | Atlético Germinal | Rawson                        | Chubut              | Liga de Fútbol Valle del Chubut                              |
| Región Sur              | Soc. y Dep. Fontana                                                                                                  | Trevelin                      | Chubut              | Liga de Fútbol del Oeste del Chubut                          |
| Región Litoral          | Atlético Paraná | Paraná                        | Entre Ríos          | Liga Paranaense de fútbol                                    |
| Región Litoral          | Sportivo Urquiza | Paraná                        | Entre Ríos          | Liga Paranaense de fútbol                                    |
| Región Litoral          | At. Patronato de la Juventud Católica                                                                                | Paraná                        | Entre Ríos          | Liga Paranaense de fútbol                                    |
| Región Litoral          | Atlético Hasenkamp                                                                                                   | Hasenkamp                     | Entre Ríos          | Liga de fútbol de Paraná Campaña                             |
| Región Litoral          | Atlético Uruguay | Concepción del Uruguay        | Entre Ríos          | Liga de fútbol de Concepción del Uruguay                     |
| Región Litoral          | Atlético Libertad | Gualeguay                     | Entre Ríos          | Liga Departamental de fútbol de Gualeguay                    |
| Región Litoral          | Dep. y Soc. Sarmiento                                                                                                | Gualeguaychú                  | Entre Ríos          | Liga Departamental de fútbol de Gualeguaychú                 |
| Región Litoral          | Central Entrerriano                                                                                                  | Gualeguaychú                  | Entre Ríos          | Liga Departamental de fútbol de Gualeguaychú                 |
| Región Litoral          | Atlético Hernandarias                                                                                                | Hernandarias                  | Entre Ríos          | Liga de fútbol de Paraná Campaña                             |
| Región Centro           | Sportivo Belgrano | San Francisco                 | Córdoba             | Liga Regional de Fútbol San Francisco                        |
| Región Centro           | As. Dep. 9 de Julio                                                                                                  | Morteros                      | Córdoba             | Liga Regional de Fútbol San Francisco                        |
| Región Centro           | Dep. y Cultural Serrano                                                                                              | Serrano                       | Córdoba             | Liga Regional de fútbol de Laboulaye                         |
| Región Centro           | Sporting Club | Laboulaye                     | Córdoba             | Liga Regional de fútbol de Laboulaye                         |
| Región Centro           | Complejo Deportivo Teniente Origone                                                                                  | Justiniano Posse              | Córdoba             | Liga Bellvillense de fútbol                                  |
| Región Centro           | Toro Club Soc. y Dep.                                                                                                | Moldes                        | Córdoba             | Liga Regional de fútbol de Río Cuarto                        |
| Región Centro           | Acción Juvenil Tiro y Gimnasia                                                                                       | General Deheza                | Córdoba             | Liga Regional de fútbol de Río Cuarto                        |
| Región Centro           | Atlético Adelia María                                                                                                | Adelia María                  | Córdoba             | Liga Regional de fútbol de Río Cuarto                        |
| Región Centro           | Atlético Alumni | Villa María                   | Córdoba             | Liga Villamariense de fútbol                                 |
| Región Centro           | Deportivo Moto Kart Jovita                                                                                           | Jovita                        | Córdoba             | Liga de fútbol del Departamento General Roca                 |
| Región Centro           | Sportivo 9 de Julio                                                                                                  | Río Tercero                   | Córdoba             | Liga Regional Riotercerense de fútbol                        |
| Región Centro           | Escuela Presidente Roca                                                                                              | Córdoba                       | Córdoba             | Liga Cordobesa de fútbol                                     |
| Región Centro           | Atlético Universitario                                                                                               | Córdoba                       | Córdoba             | Liga Cordobesa de fútbol                                     |
| Región Centro           | San Lorenzo de Alem                                                                                                  | Catamarca                     | Catamarca           | Liga Catamarqueña de fútbol                                  |
| Región Centro           | Club Atlético San Martín (El Bañado)                                                                                 | El Bañado                     | Catamarca           | Liga Chacarera de fútbol                                     |
| Región Centro           | Defensores del Norte                                                                                                 | Villa Vil                     | Catamarca           | Liga Belenista de fútbol                                     |
| Región Centro           | Estudiantes | El Puesto                     | Catamarca           | Liga Tinogasteña de fútbol                                   |
| Región Centro           | Peñarol | Belén                         | Catamarca           | Liga Belenista de fútbol                                     |
| Región Centro           | Andino Sport Club | La Rioja                      | La Rioja            | Liga Riojana de fútbol                                       |
| Región Centro           | Estudiantes | La Rioja                      | La Rioja            | Liga Riojana de fútbol                                       |
| Región Norte:           | Atlético Mitre | Santiago del Estero           | Santiago del Estero | Liga Santiagueña de Fútbol                                   |
| Región Norte:           | Atlético San Martín                                                                                                  | Tucumán                       | Tucumán             | Liga Tucumana de Fútbol                                      |
| Región Norte:           | Atlético Central Norte                                                                                               | Aguaray                       | Salta               | Liga Departamental de fútbol Gral. San Martín                |
| Región Norte:           | Central Argentino | La Banda                      | Santiago del Estero | Liga Santiagueña de Fútbol                                   |
| Región Norte:           | Central Norte | Tucumán                       | Tucumán             | Liga Tucumana de Fútbol                                      |
| Región Norte:           | Soc. y Cult. Sp. Animaná                                                                                             | Animaná                       | Salta               | Liga Calchaquí de fútbol                                     |
| Región Norte:           | Atlético Chicoana | Chicoana                      | Salta               | Liga de fútbol del Valle de Lerma                            |
| Región Norte:           | Club San Martín | Salta                         | Salta               | Liga Salteña de fútbol                                       |
| Región Norte:           | Soc. Cult. y Atl. Normal Rosarino                                                                                    | Rosario de la Frontera        | Salta               | Liga de fútbol de Rosario de la Frontera                     |
| Región Norte:           | Altos Hornos Zapla                                                                                                   | Palpalá                       | Jujuy               | Liga Jujeña de Fútbol                                        |
| Región Norte:           | Atlético Cuyaya | Jujuy                         | Jujuy               | Liga Jujeña de Fútbol                                        |
| Región Norte:           | Sportivo Central Norte                                                                                               | Santo Domingo                 | Jujuy               | Liga Departamental de fútbol de El Carmen                    |
| Región Norte:           | Soc. y Dep. La Florida                                                                                               | La Florida                    | Tucumán             | Liga Tucumana de Fútbol                                      |
| Región Norte:           | Atlético Dos Leones                                                                                                  | Frías                         | Santiago del Estero | Liga Cultural de fútbol de Frías                             |
| Región Norte:           | Atlético Unión Güemes                                                                                                | General Güemes                | Salta               | Liga Güemense de fútbol                                      |
| Región Norte:           | Atlético San Pedro                                                                                                   | San Pedro de Jujuy            | Jujuy               | Liga Regional Jujeña de Fútbol (Libertador Gral. San Martín) |
| Región Norte:           | San Francisco Bancario                                                                                               | Libertador General San Martín | Jujuy               | Liga Regional Jujeña de Fútbol (Libertador Gral. San Martín) |
| Región Norte:           | Atlético Independiente                                                                                               | Hipólito Yrigoyen             | Salta               | Liga Regional de fútbol del Bermejo                          |
| Región Norte:           | Atlético Pocitos | Salvador Mazza                | Salta               | Liga Departamental de fútbol Gral. San Martín                |

## Fase final

### Semifinales

#### Ascenso 1
| Semifinal 1                                                                   | Semifinal 1 | Semifinal 1        | Semifinal 1 | Semifinal 1 |
| Local                                                                         | Resultado   | Visitante          | Estadio     | Fecha       |
| ----------------------------------------------------------------------------- | ----------- | ------------------ | ----------- | ----------- |
| Gimnasia (Mendoza)                                                            | 2 - 2       | La Emilia          |             | 13 de abril |
| La Emilia                                                                     | 1 - 2       | Gimnasia (Mendoza) |             | 20 de abril |
| Gimnasia (Mendoza) obtuvo el pasaje a la final tras ganar en el global 4 - 2. |             |                    |             |             |

| Semifinal 2                                                                               | Semifinal 2 | Semifinal 2                     | Semifinal 2 | Semifinal 2 |
| Local                                                                                     | Resultado   | Visitante                       | Estadio     | Fecha       |
| ----------------------------------------------------------------------------------------- | ----------- | ------------------------------- | ----------- | ----------- |
| Guillermo Brown (Puerto Madryn)                                                           | 0 - 0       | Banfield (Mar del Plata)        |             | 13 de abril |
| Banfield (Mar del Plata)                                                                  | 0 - 1       | Guillermo Brown (Puerto Madryn) |             | 20 de abril |
| Guillermo Brown (Puerto Madryn) obtuvo el pasaje a la final tras ganar en el global 1 - 0 |             |                                 |             |             |

#### Ascenso 2
| Semifinal 1                                                                     | Semifinal 1 | Semifinal 1             | Semifinal 1 | Semifinal 1 |
| Local                                                                           | Resultado   | Visitante               | Estadio     | Fecha       |
| ------------------------------------------------------------------------------- | ----------- | ----------------------- | ----------- | ----------- |
| La Florida (Tucumán)                                                            | 2 - 0       | Universitario (Córdoba) |             | 13 de abril |
| Universitario (Córdoba)                                                         | 2 - 1       | La Florida (Tucumán)    |             | 20 de abril |
| La Florida (Tucumán) obtuvo el pasaje a la final tras ganar en el global 3 - 2. |             |                         |             |             |

| Semifinal 2                                                                 | Semifinal 2 | Semifinal 2           | Semifinal 2 | Semifinal 2 |
| Local                                                                       | Resultado   | Visitante             | Estadio     | Fecha       |
| --------------------------------------------------------------------------- | ----------- | --------------------- | ----------- | ----------- |
| Candelaria (Misiones)                                                       | 4 - 3       | Unión (Sunchales)     |             | 13 de abril |
| Unión (Sunchales)                                                           | 6 - 0       | Candelaria (Misiones) |             | 20 de abril |
| Unión (Sunchales) obtuvo el pasaje a la final tras ganar en el global 9 - 4 |             |                       |             |             |

### Finales
| Ascenso 1                                                                                              | Ascenso 1 | Ascenso 1                       | Ascenso 1 | Ascenso 1  |
| Local                                                                                                  | Resultado | Visitante                       | Estadio   | Fecha      |
| --- | --------- | ------------------------------- | --------- | ---------- |
| Gimnasia (Mendoza)                                                                                     | 2 - 2     | Guillermo Brown (Puerto Madryn) |           | 4 de mayo  |
| Guillermo Brown (Puerto Madryn)                                                                        | 1 - 0     | Gimnasia (Mendoza)              |           | 11 de mayo |
| Guillermo Brown (Puerto Madryn) obtuvo el ascenso al Torneo Argentino A tras ganar en el global 3 - 2. |           |                                 |           |            |

| Ascenso 2                                                                                  | Ascenso 2 | Ascenso 2            | Ascenso 2 | Ascenso 2  |
| Local                                                                                      | Resultado | Visitante            | Estadio   | Fecha      |
| ------------------------------------------------------------------------------------------ | --------- | -------------------- | --------- | ---------- |
| La Florida (Tucumán)                                                                       | 2 - 1     | Unión (Sunchales)    |           | 4 de mayo  |
| Unión (Sunchales)                                                                          | 1 - 2     | La Florida (Tucumán) |           | 11 de mayo |
| La Florida (Tucumán) obtuvo el ascenso al Torneo Argentino A tras ganar en el global 4 - 2 |           |                      |           |            |

## Promociones de Ascenso
| Unión (S)                                                        | 5 - 0 | Juventud Alianza | La fortaleza del Bicho | 25 de mayo de 2003 |
| Juventud Alianza                                                 | 2 - 1 | Unión (S)        | Estadio del Centenario | 1 de junio de 2003 |
| Unión (S) asciende al Torneo Argentino A con un global de 6 - 2. |       |                  |                        |                    |

| Gimnasia y Esgrima (M)                                                        | 3 - 1 | Independiente (VO)     | Malvinas Argentinas | 25 de mayo de 2003 |
| Independiente (VO)                                                            | 2 - 1 | Gimnasia y Esgrima (M) | La Boutique         | 1 de junio de 2003 |
| Gimnasia y Esgrima (M) asciende al Torneo Argentino A con un global de 4 - 3. |       |                        |                     |                    |